# اوسیدا
اوسیدا (به ایتالیایی: Osidda) یک کومونه در ایتالیا است که در استان نیورو واقع شده‌است.

## خصوصیات
اوسیدا ۲۵٫۸ کیلومترمربع مساحت و ۲۷۶ نفر جمعیت دارد.